# Zonopterus redemanni
Zonopterus redemanni är en skalbaggsart som beskrevs av Nonfried 1892. Zonopterus redemanni ingår i släktet Zonopterus och familjen långhorningar.
Artens utbredningsområde är Sri Lanka. Inga underarter finns listade i Catalogue of Life.